# Мама — Анархия
«Мама — Анархия» (в оригинальном издании — «Анархия») — песня рок-группы «Кино» из альбома «Ночь», вышедшего в 1986 году как магнитоальбом и в 1988 году официально выпущенного фирмой «Мелодия» на грампластинках.
На обложке альбома напротив песни «Анархия» была приписка — «Пародия на западные панк-группы». В последующих переизданиях «Moroz Records» песня уже называется «Мама — Анархия».

## История
Песня была написана Виктором Цоем в конце 1984 года и посвящена Андрею Панову, лидеру «Автоматических удовлетворителей». В 1985 году, вместе с другими новыми песнями Виктора Цоя, написанными к тому времени, группа отправилась к Андрею Тропилло записывать её для альбома «Ночь».

…когда пластинка готовилась, я согласовал с Марьяной и Цоем, что туда можно не включать «Анархию». Они сами говорили, что «Анархия» как бы не совсем из «Ночи», что она туда не вписывается. Тем не менее я посмотрел-посмотрел и понял, что без «Анархии» нельзя, потому что это единственная на альбоме необычная песня, такая — в стиле Sex Pistols. Она, собственно, и делалась так, на халяву… Типа: «Ура! Одним махом сыграем». Есть там дух бардака. И я её оставил. Правда, я написал, что это пародия на Sex Pistols, но иначе тогда было нельзя. Там главное — содержание, а оно осталось, как песню ни называй.
Примерно через год после выхода пластинки мне жена рассказала, что у них в музыкальной школе на праздничном концерте в честь 7 ноября вышел мальчик и спел: «Мама — Анархия, папа — стакан портвейна» и никто ему ничего не мог возразить, потому что Министерство культуры песню утвердило. Вот так.

Первое советское издание песни в 1988 году, по предложению Нины Барановской, которая занимала должность методиста в Ленинградском доме самодеятельного творчества, было представлено как пародия на западные панк-рок-группы. Делалось это для того, чтобы получить одобрение Министерства культуры, поскольку выпуск всех пластинок без исключения проходил через жёсткую цензуру. В книге «По дороге в рай» она писала:

По-моему, Кинчев первым принёс мне текст, который был посвящён событиям не то в Филадельфии, не то в Сан-Франциско, и я тогда поняла, что вот такие варианты с названиями, относящимися к какой угодно стране, только не к нашей, — это хоть и слабое, но прикрытие. Всё, конечно, на виду, но тут можно, грубо говоря, и словчить. Мне приходилось и на такие вещи идти. Поэтому когда Цой мне принёс «Анархию», я ему сказала: «Ну ты сам-то понимаешь?.. Может, пародией назовём?», а он говорит: «Мне абсолютно всё равно, как будут называться мои песни, даже если это будет где-то опубликовано. Главное, чтобы я их пел». Я тогда так поразилась. Это был как раз тот момент, который отличал его от других. У него не было никогда цепляния за какую-то букву, ему важно было выйти на сцену и спеть.

В 1989 году во Франции был снят видеоклип на песню «Анархия», вошедший впоследствии в документальный фильм, рассказывающий о истории рока в Советском Союзе — «Rockin` Soviet».
Песня исполнялась на домашних акустических и электрических концертах разных лет. Её исполняли и многие другие музыканты, в том числе группы «Аквариум» и «Чайф». Наиболее известна кавер-версия группы «Наив». В 2010 году, в рамках юбилейных концертов «20 лет без КИНО», эту песню в Москве и Санкт-Петербурге сыграла группа «Король и Шут».

## Музыканты
- Виктор Цой — вокал, гитара
- Юрий Каспарян — гитара, бэк-вокал
- Александр Титов — бас-гитара
- Георгий Гурьянов — ударные, бэк-вокал